# Nathalie Schneyder
Nathalie Schneyder, född den 25 maj 1968 i San Francisco, USA, är en amerikansk konstsimmare.
Hon tog OS-guld i lagtävlingen i konstsim i samband med de olympiska konstsimstävlingarna 1996 i Atlanta.